# Izunokuni
Izunokuni (wörtlich: „Land/Provinz Izu“; jap. 伊豆の国市 Izu-no-kuni-shi) ist eine Stadt in der Präfektur Shizuoka in Japan.

## Geografie
Die Fläche der Stadt Izunokuni ist zu fast 50 % von Wald bedeckt. Sie liegt im Norden der Izu-Halbinsel. Das Gebiet wird von dem Fluss Kano durchflossen.

## Verkehr
Entlang des Kano verlaufen die Nationalstraße 136 sowie die Sunzu-Linie der Bahngesellschaft Izuhakone Tetsudō, entlang der Westküste die Nationalstraße 414.

## Geschichte
Die Stadt Izunokuni wurde am 1. April 2005 durch die Fusion der Gemeinden Ōhito (大仁町, -chō), Izunagaoka (伊豆長岡町, -chō) und Nirayama (韮山町, -chō) des Landkreises Tagata gegründet.

## Weblinks

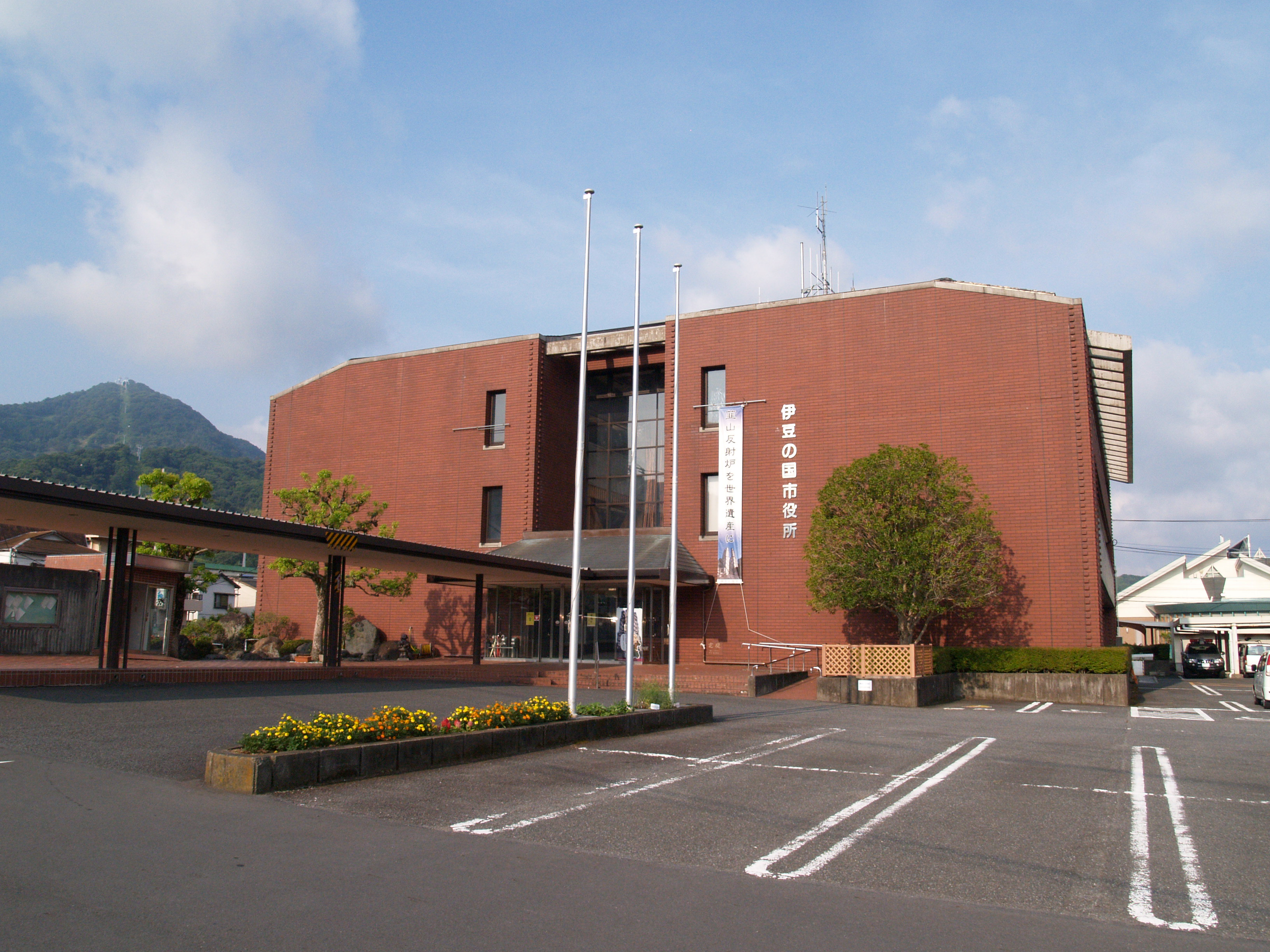
Rathaus

## Angrenzende Städte und Gemeinden
- Atami
- Numazu
- Izu
- Itō
- Kannami

## Persönlichkeiten
- Taiga Sugimoto (* 2003), Fußballspieler
- Keigo Iwasaki (* 2004), Fußballspieler